# Vomar
Vomar, afkorting van "voordeelmarkt", is een zelfstandige supermarktketen in het westen van Nederland, met name Noord-Holland. De filialen bevinden zich in het gebied tussen Den Helder, Noordwijk, Utrecht en Flevoland. Het service- en distributiecentrum met bakkerij en slagerij staat op industrieterrein Boekelermeer in Alkmaar. Het bedrijf biedt werk aan ruim 10.000 mensen en trekt wekelijks 1.400.000 klanten.

## Geschiedenis
Vomar is een familiebedrijf opgericht door de familie Zwanenburg. Die begon aan de Trompstraat in IJmuiden een kruidenierszaak, een zogenoemde 'buurtwinkel'. Later besloot men het bedrijf te verhuizen naar de Lange Nieuwstraat.
De eerste Vomar-supermarkt werd in 1968 geopend in Haarlem door Cees Zwanenburg, zoon van een van de oprichters. De aanvankelijke harde discountverkoop veranderde geleidelijk aan in een fullservice-supermarkt. In 2016 gaf Vomar echter aan weer over te zullen gaan tot 'hardere discount'. In 2021 nam het bedrijf 23 winkels van concurrent Deen over, andere gingen naar Albert Heijn en DekaMarkt. De keten heeft in januari 2025 104 winkels.